# Campeonato de Tercera División de Ascenso por ANAFA 1983
El Campeonato de Fútbol de Tercera División de ANAFA 1983, fue la edición número 4 de la (Tercera División de Ascenso) en disputarse, organizada por la Asociación Nacional de Fútbol Aficionado.
Este campeonato constó de 111 equipos a nivel regional debidamente inscritos en la Asociación Nacional de Fútbol Aficionado (ANAFA). Ya que de 1980- 82 se llamaba Segunda División B de la Asociación Costarricense de Fútbol Aficionado COFA (ACOFA).
Como dato muy importante a este campeonato se le llamó de Tercera de Ascenso, ya que en aquel entonces ANAFA tenía también en sus funciones la (2.ª. División B Aficionada) 1983. De esta manera se podía diferenciar uno del otro y su nivel competitivo, siendo ambos de excelente calidad futbolística.

## La clasificación por la Tercera División de Ascenso se dividió en 16 Regiones en todo el país
| 3.ª. División de Ascenso por (Región 1) | 3.ª. División de Ascenso por (Región 1) |
| --------------------------------------- | --------------------------------------- |
| 1                                       | Municipal Matina                        |
| 2                                       | Selección de Limón Centro               |
| 3                                       | Selección de Valle La Estrella          |
| 4                                       | Selección de Talamanca                  |

| 3.ª. División de Ascenso por (Región 2) | 3.ª. División de Ascenso por (Región 2) |
| --------------------------------------- | --------------------------------------- |
| 1                                       | Deportivo Cruz Azul de Ticabán          |
| 2                                       | Deportivo San Pedro                     |
| 3                                       | Caribe F.C                              |
| 4                                       | Alianza de Río Frío de Guápiles         |
| 5                                       | Deportivo Juventud Olímpica La Emilia   |
| 6                                       | Deportivo Independiente de Guápiles     |

| 3.ª. División de Ascenso por (Región 3) | 3.ª. División de Ascenso por (Región 3) |
| --------------------------------------- | --------------------------------------- |
| 1                                       | C.D. Ángel de Turrialba                 |
| 2                                       | A.D. Siquirres                          |
| 3                                       | Selección de Río Jiménez                |

| 3.ª. División de Ascenso por (Región 4) | 3.ª. División de Ascenso por (Región 4) |
| --------------------------------------- | --------------------------------------- |
| 1                                       | A.D. Municipal La Unión de Tres Ríos    |
| 2                                       | A.D. Municipal Barquero                 |
| 3                                       | A.D. Once Tigres                        |
| 4                                       | A.D. Cervantes                          |
| 5                                       | Deportivo Costa Rica                    |
| 6                                       | A.D. Oreamunense                        |
| 7                                       | C.D. Los Ángeles de Llano Grande        |
| 8                                       | C.D. Rancho Redondo                     |

| 3.ª. División de Ascenso por (Región 5) | 3.ª. División de Ascenso por (Región 5) |
| --------------------------------------- | --------------------------------------- |
| 1                                       | A.D. Compañeros de Tibás                |
| 2                                       | Deportivo Facio de Ipis de Guadalupe    |
| 3                                       | A.D. San Martín de Moravia              |
| 4                                       | ECLA de Curridabat                      |
| 5                                       | A.D. Solís de Montes de Oca             |
| 6                                       | A.D. Bretaña de Coronado                |

| 3.ª. División de Ascenso por (Región 6) | 3.ª. División de Ascenso por (Región 6) |
| --------------------------------------- | --------------------------------------- |
| 1                                       | PINDECO de Buenos Aires                 |
| 2                                       | Deportivo Pejibaye de Pérez Zeledón     |
| 3                                       | Selección de Terrazú                    |
| 4                                       | Selección de León Cortés                |
| 5                                       | A.D. Santa María de Dota                |

| 3.ª. División de Ascenso por (Región 7) | 3.ª. División de Ascenso por (Región 7)             |
| --------------------------------------- | --------------------------------------------------- |
| 1                                       | Selección de la Caja Costarricense de Seguro Social |
| 2                                       | Sporting Café de San Antonio de Desamparados        |
| 3                                       | A.D Costa Rica de Barrio Cuba                       |
| 4                                       | A.D. San Sebastián                                  |
| 5                                       | Real Hispano de San Francisco de Dos Ríos           |
| 6                                       | A.D. Aserrí J.R                                     |
| 7                                       | Alianza F.C                                         |
| 8                                       | Movimiento de Zapote                                |
| 9                                       | Deportivo Fabio Solano de Alajuelita                |
| 10                                      | A.D Ciegos de Zapote                                |
| 11                                      | Deportivo Sirius de Barrio México                   |
| 12                                      | Deportivo Indio de Paso Ancho                       |
| 13                                      | Deportivo Aranjuéz                                  |

| 3.ª. División de Ascenso por (Región 8) | 3.ª. División de Ascenso por (Región 8) |
| --------------------------------------- | --------------------------------------- |
| 1                                       | Real Santa Bárbara de Pavas             |
| 2                                       | U.D. San Rafael de Escazú               |
| 3                                       | Cruz Azul de Santa Ana                  |
| 4                                       | Deportivo San Bosco de Mora             |
| 5                                       | Palmeiras de La Uruca                   |
| 6                                       | C.A. Sabana Sur                         |
| 7                                       | C.S. Oriente de Hatillo 4               |

| 3.ª. División de Ascenso por (Región 9) | 3.ª. División de Ascenso por (Región 9)                    |
| --------------------------------------- | ---------------------------------------------------------- |
| 1                                       | A.D. Barrealeña (Ulloa)                                    |
| 2                                       | Selección de Santa Bárbara                                 |
| 3                                       | A.D. Independiente Peñarol de San Pedro (Barva de Heredia) |
| 4                                       | A.D. Belén JR (San Antonio de Belén)                       |
| 5                                       | A.D. Quesada (San Isidro de Heredia)                       |
| 6                                       | La Suiza F.C (San Rafael de Heredia)                       |
| 7                                       | Club Deportivo Barrio San José (San Pablo de Heredia)      |
| 8                                       | Club Deportivo Migueleño (Santo Domingo de Heredia)        |
| 9                                       | A.D. Llorente (San Joaquín de Flores)                      |

| 3.ª. División de Ascenso por (Región 10) | 3.ª. División de Ascenso por (Región 10) |
| ---------------------------------------- | ---------------------------------------- |
| 1                                        | Rincón de Zaragoza de Palmares           |
| 2                                        | A.D. Atenas                              |
| 3                                        | A.D. Municipal Grecia                    |
| 4                                        | A.D. Sarchí                              |
| 5                                        | Piedades Sur de San Ramón                |
| 6                                        | Dulce nombre de la Garita                |
| 7                                        | Carrillos de Poás                        |
| 8                                        | Deportivo El Muro de Naranjo             |
| 9                                        | A.D. Sarchí                              |
| 10                                       | Santa Cecilia                            |
| 11                                       | Deportivo Ideal                          |
| 12                                       | Deportivo Motorizada                     |
| 13                                       | Deportivo Ojo de Agua                    |

| 3.ª. División de Ascenso por (Región 11) | 3.ª. División de Ascenso por (Región 11) |
| ---------------------------------------- | ---------------------------------------- |
| 1                                        | A.D. San Cayetano de Venecia             |
| 2                                        | A.D. Alfaro Ruiz                         |
| 3                                        | Selección de Los Chiles                  |
| 4                                        | Selección de Sarapiqu                    |

| 3.ª. División de Ascenso por (Región 12) | 3.ª. División de Ascenso por (Región 12) |
| ---------------------------------------- | ---------------------------------------- |
| 1                                        | A.D. Ingenios Taboga de Cañas            |
| 2                                        | Selección de Liberia                     |
| 3                                        | Selección de La Cruz                     |
| 4                                        | Selección de Tilarán                     |
| 5                                        | Selección de Bagaces                     |
| 6                                        | A.D. Municipal de Upala                  |
| 7                                        | Selección de Las Juntas en Abangares     |
| 8                                        | Selección de Guatuso                     |

| 3.ª. División de Ascenso por (Región 13) | 3.ª. División de Ascenso por (Región 13) |
| ---------------------------------------- | ---------------------------------------- |
| 1                                        | A.D. Santa Ana de Filadelfia             |
| 2                                        | Selección de Nandayure                   |
| 3                                        | Selección de Hojancha                    |
| 4                                        | Selección de Nicoya                      |
| 5                                        | Selección de Santa Cruz                  |

| 3.ª. División de Ascenso por (Región 14) | 3.ª. División de Ascenso por (Región 14) |
| ---------------------------------------- | ---------------------------------------- |
| 1                                        | Asturias F.C                             |
| 2                                        | Super Dany                               |
| 3                                        | Deportivo Vindas J.R                     |
| 4                                        | Borussia F.C                             |
| 5                                        | Selección de San Mateo                   |
| 6                                        | Selección de Chomes                      |
| 7                                        | Nances F.C                               |
| 8                                        | Selección de Jicaral                     |
| 9                                        | Selección de Lepanto                     |
| 10                                       | Cóbano F.C                               |
| 11                                       | A.D Orotinense                           |
| 12                                       | Montes de Oro                            |
| 13                                       | A.D. La Amistad de Esparza               |

| 3.ª. División de Ascenso por (Región 15) | 3.ª. División de Ascenso por (Región 15) |
| ---------------------------------------- | ---------------------------------------- |
| 1                                        | A.D. Damas de Quepos                     |
| 2                                        | A.D. Parrita                             |
| 3                                        | Garabito F.C                             |

| 3.ª. División de Ascenso por (Región 16) | 3.ª. División de Ascenso por (Región 16) |
| ---------------------------------------- | ---------------------------------------- |
| 1                                        | A.D. Coto Brus                           |
| 2                                        | A.D. Golfito                             |
| 3                                        | A.D. Municipal Osa                       |
| 4                                        | Selección de Corredores                  |

## Formato del Torneo
Se jugaron dos vueltas, en donde los equipos debían enfrentarse todos contra todos. Posteriormente se juega una octagonal y cuadrangular final (3.ª. División de Ascenso) para ascender a los nuevos inquilinos para la Liga Superior (Segunda División B por ANAFA 1984).
Los 16 monarcas regionales clasificados a la ronda final nacional de Tercera División de Ascenso (ANAFA) fueron: A.D. Municipal Matina, Cruz Azul de Ticabán, C.D. Ángel de Turrialba, A.D. Municipal La Unión de Tres Ríos, A.D. Compañeros de Tibás, A.D. PINDECO de Buenos Aires, A.D. C.C.S.S, Real Santa Bárbara de Pavas, A.D. Barrealeña, A.D. Rincón de Zaragoza, A.D. San Cayetano de Venecia, A.D. Ingenios Taboga de Cañas, A.D. Santa Ana de Filadelfia, Asturias Fútbol Club, A.D. Finca Damas de Quepos y A.D. Coto Brus.

## Semifinales de Ascenso por ANAFA
De estos seis clasificados subieron automáticamente el campeón, subcampeón, tercer, cuarto, quinto y sexto lugar. Esto para la Segunda División B auspiciada por ANAFA en 1984.
| Campeón-Subcampeón-Tercer Lugar, Cuarto Lugar y quinto lugar | Campeón-Subcampeón-Tercer Lugar, Cuarto Lugar y quinto lugar |
| ------------------------------------------------------------ | ------------------------------------------------------------ |
| 1                                                            | Asociación Deportiva Santa Ana de Filadelfia                 |
| 2                                                            | A.D. Municipal La Unión de Tres Ríos                         |
| 3                                                            | A.D. Orotinense                                              |
| 4                                                            | A.D. Finca Dameña                                            |
| 5                                                            | A.D. Compañeros de Tibás                                     |
| 6                                                            | A.D. San Gerardo de Guadalupe                                |

## Campeón Monarca de Tercera División de Costa Rica (3.ª. División de Ascenso por ANAFA 1983)
| Tercera División por ANAFA 1983                                                                                                  | Tercera División por ANAFA 1983 |
| --- | ------------------------------- |
| Campeón Nacional de Tercera División de ANAFA 1983. Asociación Deportiva Santa Ana de Filadelfia (Belén de Carrillo, Guanacaste) |                                 |

## Ligas Superiores
- Primera División de Costa Rica 1983

- Campeonato de Segunda División de Costa Rica 1983-1984

- Campeonato de Segunda División B de ANAFA en Costa Rica 1983

## Torneos
| Predecesor: Campeonato 1982 | Tercera División de Ascenso por ANAFA Campeonato 1983 | Sucesor: Campeonato 1984 |